# Ingazeira

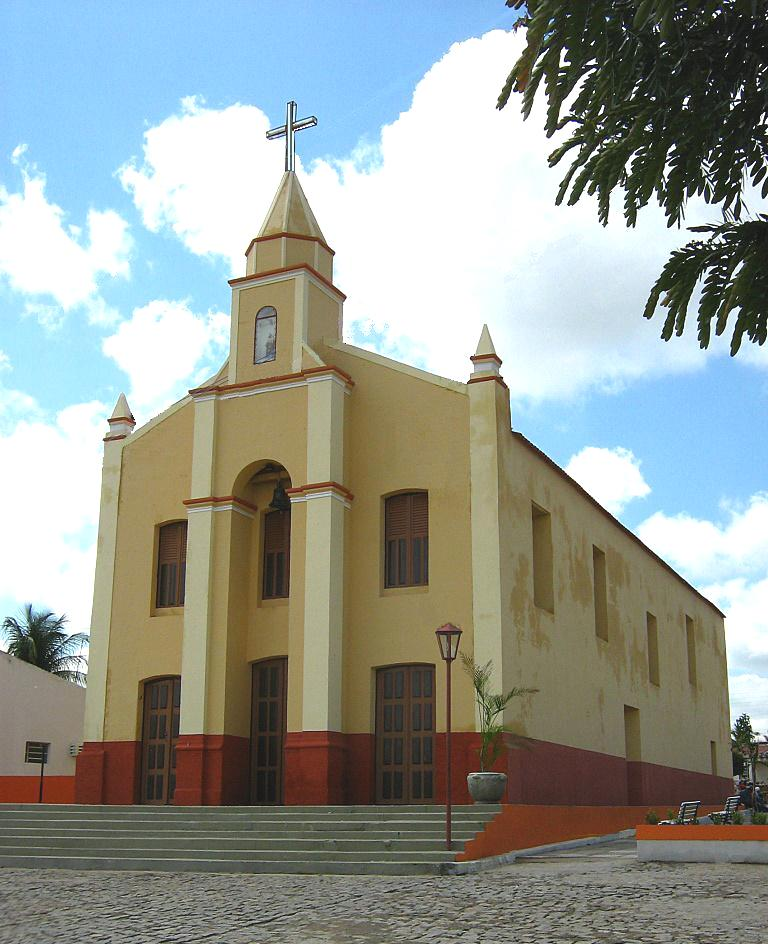
Igreja de São José.

Ingazeira é um município brasileiro do estado de Pernambuco. Localizado às margens do Rio Pajeú a uma latitude 07º40'34" sul e a uma longitude 37º27'35" oeste, distante 390 quilômetros da capital. Administrativamente, o município é formado pelo distrito sede e pelo povoado de Santa Rosa.
Fatos Interessante: em 2019 o então ministro da Economia, Paulo Guedes, enviou uma proposta de reestruturação do pacto federativo que previa a eliminação ou incorporação de municípios que possuíssem menos de 5.000 habiltantes e dependessem de pelo menos 90% de recursos federais. Ingazeira foi o único Município de Pernambuco enquadrado nestes critérios, mas a proposta não foi pra frente.